# Daniel O'Shaughnessy
Daniel Michael O'Shaughnessy (Riihimäki, 14 de setembro de 1994), é um futebolista finlandês que atua como zagueiro. Atualmente, joga pelo HJK.

## Infância e juventude
O'Shaughnessy nasceu em Riihimäki em 14 de setembro de 1994, filho de mãe finlandesa e pai irlandês (Robert, um pintor de Galway).

## Carreira

### Inicio
O'Shaughnessy começou sua carreira na Finlândia ao lado de seu irmão Patrick no Honka e fez parte da equipe juvenil que fez uma exibição impressionante na Nike Premier Cup de 2008. Ambos os irmãos se juntaram ao HJK no início de 2009. Após testes no Liverpool, Manchester United, Sunderland e Celtic, O'Shaughnessy assinou com o Metz em um contrato de dois anos e meio no início de janeiro de 2012.

### Brentford
Assinou por dois anos com o Brentford em 1 de agosto de 2020. Após somente fazer aparições nas categorias de base da equipe, foi liberado de forma livre em maio de 2016.

### Braintree Town
Assinou por empréstimo por um mês com o clube Braintree Town que disputa a Conference National que equivale a quinta divisão inglesa. A sua única partida disputa pela equipe foi entrando como substituto na vitória por 2–1 contra o Woking.

### Midtjylland
Em 28 de janeiro de 2016 assinou por empréstimo com o Midtjylland da Dinamarca até o fim da temporada 2015–16. Após ficar somente no banco de reservas, fez a sua estreia na última partida da temporada contra o Nordsjælland em 29 de maio de 2016.

### Cheltenham Town
Em 12 de julho de 2016 assinou por um ano com o Cheltenham Town recém promovido a Football League Two. Durante a temporada 2016–17 disputou 36 partidas e marcou 4 gols em todas as competições. Assinou um novo contrato com a equipe por um ano, porém após não conseguir se firmar no time anunciou a sua saída em 2 de janeiro de 2018.

### HJK
Em 2 de janeiro confirmou a sua volta para a Finlândia para assinar com o HJK por dois anos. Apesar de ter perdido os últimos três da temporada de 2018 devido uma lesão, O'Shaughnessy disputou 24 partidas e marcou três gols. Nos seus quatro anos com a equipe conquistou o campeonato finlandês em 2018, 2020 e 2021.

### Karlsruher
Em 30 de agosto de 2021 o Karlsruher anunciou a sua contratação do O'Shaughnessy que se juntou a equipe em 1 de dezembro de 2021.

### Retorno ao HJK
Em 1º de julho de 2024, O'Shaughnessy retornou ao seu antigo clube, o HJK, e assinou um contrato até o final da temporada de 2025, em uma transferência gratuita. O'Shaughnessy sofreu uma lesão na clavícula durante um treinamento em julho, mas, em 18 de agosto, fez sua primeira aparição competitiva pelo clube em mais de dois anos, como titular do HJK na vitória por 3 a 0 fora de casa sobre o Ekenäs IF.
Durante a pré-temporada seguinte, em 15 de janeiro de 2025, seu contrato foi estendido até o final de 2026. O'Shaughnessy assumiu a braçadeira de capitão da esquipe do HJK para a temporada de 2025, tendo atuado na mesma função em 2021.

## Carreira internacional
O'Shaughnessy representou a Finlândia do sub-15 até o sub-21. Foi convocado pela primeira vez para a seleção principal para um amistoso contra a Estônia em 9 de julho de 2015. Disputou a sua primeira partida pela seleção em 10 de janeiro de 2016 entrando no segundo tempo no amistoso contra a Suécia. Também foi convocado para disputar o Campeonato Europeu de Futebol de 2020.

## Títulos
Klubi 04
- Kakkonen: 2011[carece de fontes?]

Metz B
- Championnat National 3: 2013–14[carece de fontes?]

HJK
- Veikkausliiga: 2018, 2020 e 2021[carece de fontes?]
- Copa da Finlândia: 2020[carece de fontes?]